# Stadhuis van Stockholm
Het Stadhuis van Stockholm (Zweeds: Stadshuset) is tussen 1911 en 1923 gebouwd naar het ontwerp van de architect Ragnar Östberg. Het is een van de belangrijkste gebouwen in de nationaal-romantische bouwstijl in Zweden. Achter de indrukwekkende gevels van acht miljoen bakstenen verschuilen zich kantoren, vergaderzalen en feestzalen.

## Ruimtes

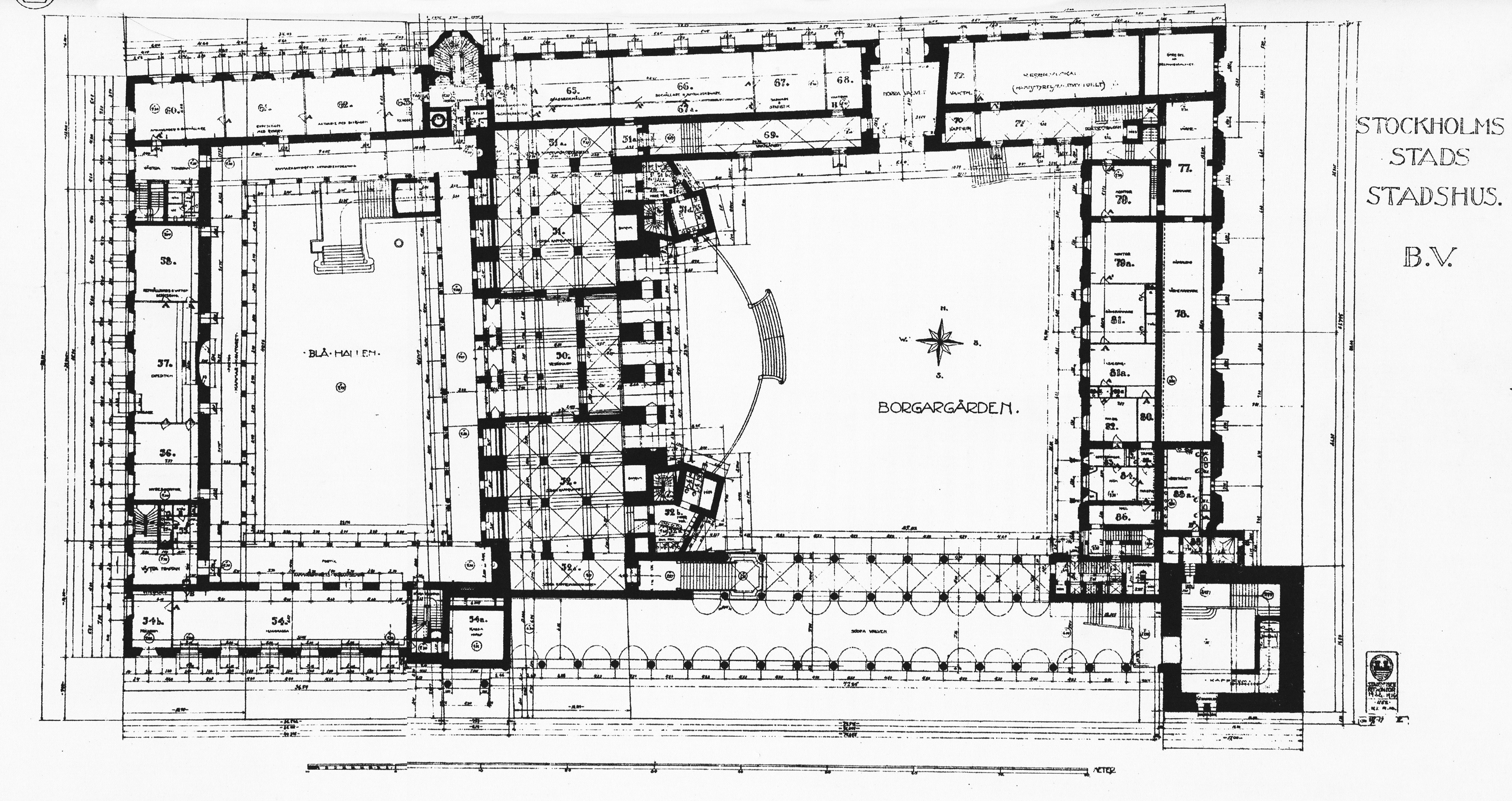
Plattegrond

Geïnspireerd door Italiaanse renaissancepaleizen liet Ragnar Östberg het Stadhuis bouwen rond twee "piazza's", het Burgerhof en de Blauwe Hal.
De Blauwe Hal zou eigenlijk blauw worden, maar Ragnar Östberg bedacht zich. Toen hij de mooie rode bakstenen had gezien, wilde hij de muur niet meer met blauw stucwerk bedekken. De naam is aangehouden aangezien hij op alle tekeningen was geschreven en al heel bekend was. In de Blauwe Hal, de grootste feestzaal van het stadhuis, vindt elk jaar op 10 december het Nobelfeest plaats. Hier staat ook een van de grootste orgels van Noord-Europa met meer dan 10.000 pijpen en 135 registers.
Aan de burgerhof is de Raadzaal gesitueerd. In de Raadzaal vergadert om de twee maandagen de gemeenteraad van Stockholm. De tribune voor het publiek biedt plaats aan 200 personen. Het plafond met de gefingeerde opening geeft het gevoel dat men in een huis uit de Vikingtijd is. De meubels zijn ontworpen door Carl Malmsten, terwijl de gobelins en weefsels van de hand van Maja Sjöström zijn.
Het Gewelf van de Honderd is de ere-ingang van het stadhuis en leidt direct naar de feestzalen. Het plafond bestaat uit honderd gewelven. Op een balkon aan de muur zijn enkele figuren van het Sint-Joriscarillon te zien. 's Zomers om 12.00 uur en om 18.00 uur bewegen de figuren. Ze vertonen zich aan de buitenkant van het gebouw als de klokken van de toren het Sint-Jorisliedje spelen.
Het voorvertrek van de feestzalen, het Ovaal, is gecreëerd voor de Tureholmtapijten, die in Beauvais in Frankrijk aan het einde van de 17e eeuw zijn geweven. Hier worden iedere zaterdagmiddag burgerlijke huwelijken voltrokken.
De Galerij van de Prins wordt gebruikt voor de ontvangsten door het stadsbestuur. Vanuit deze ruimte is er groots uitzicht op de Riddarfjärden. Dit panorama is gespiegeld in het fresco-schilderij van Prins Eugen aan de andere kant van de galerij. De stucwerkversieringen in de raamnissen zijn uitgevoerd door J.A.G. Acke.
De Driekronenzaal heeft zijn naam te danken aan de drie vergulde kroonluchters, die aan het balkenplafond hangen. De noordelijke muur is bedekt met zijdebrokaat uit China. Van de schilderijen is "Uitzicht van Mosebacke" van Elias Martin te noemen.
De toegang tot de Gouden Zaal wordt gevormd door twee magnifieke koperen deuren, elk met een gewicht van een ton. Einar Forseth heeft een schitterende banketzaal gecreëerd met meer dan 18 miljoen mozaïekstukjes van glas en goud. Er zijn zitplaatsen voor 700 gasten. De zaal wordt achterin gedomineerd door de "Koningin van het Mälarmeer" die gehuldigd van oost naar west, Stockholm representeert.
Het stadhuis van Stockholm was een van de inspiratiebronnen voor de traditionalistische architectuur in Nederland. Een voorbeeld hiervan is de door architect Ad van der Steur ontworpen toren van het hoofdgebouw van Museum Boymans-van Beuningen (1938) in Rotterdam.

## Fotogalerij

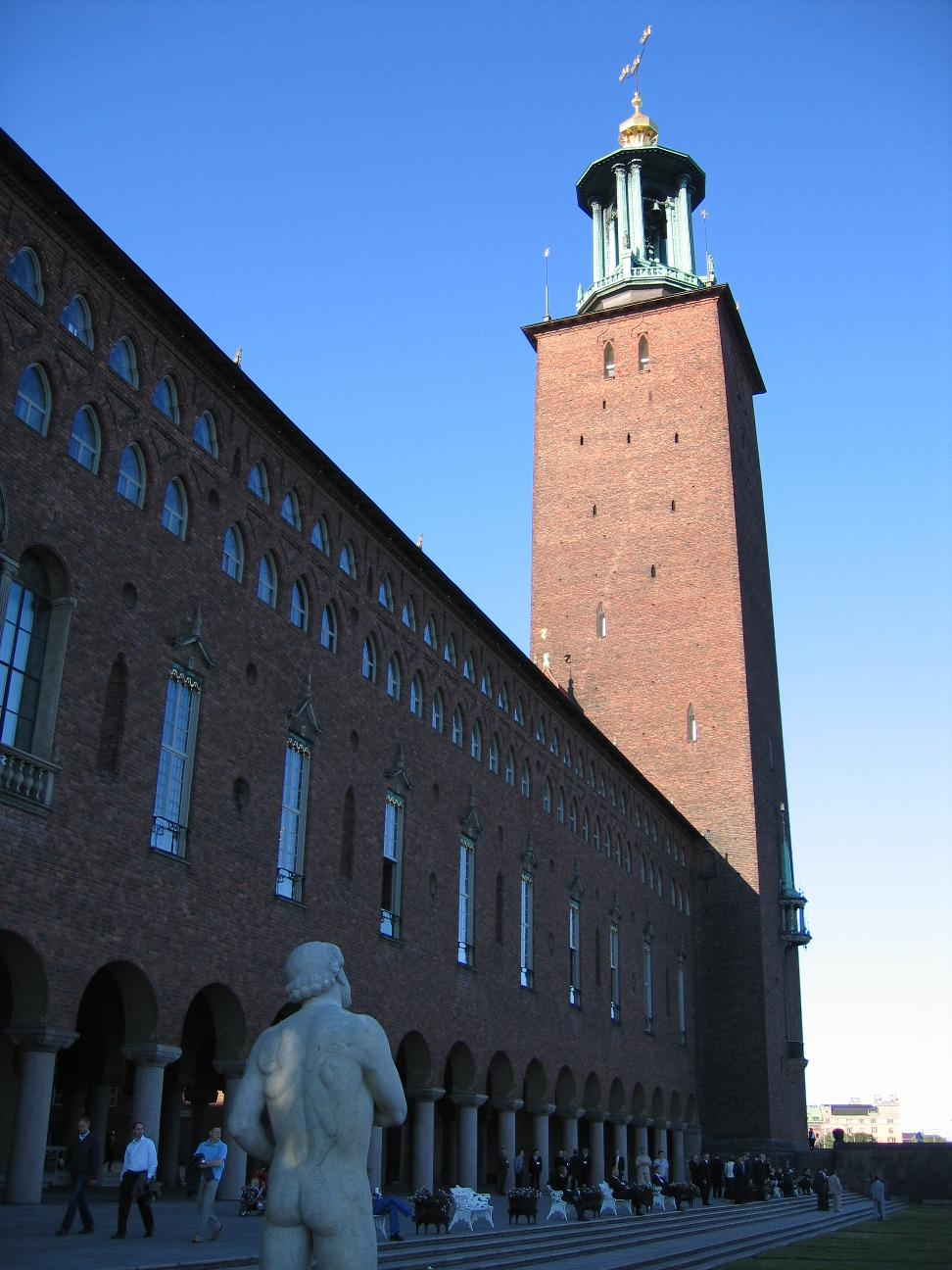
Stadshuset
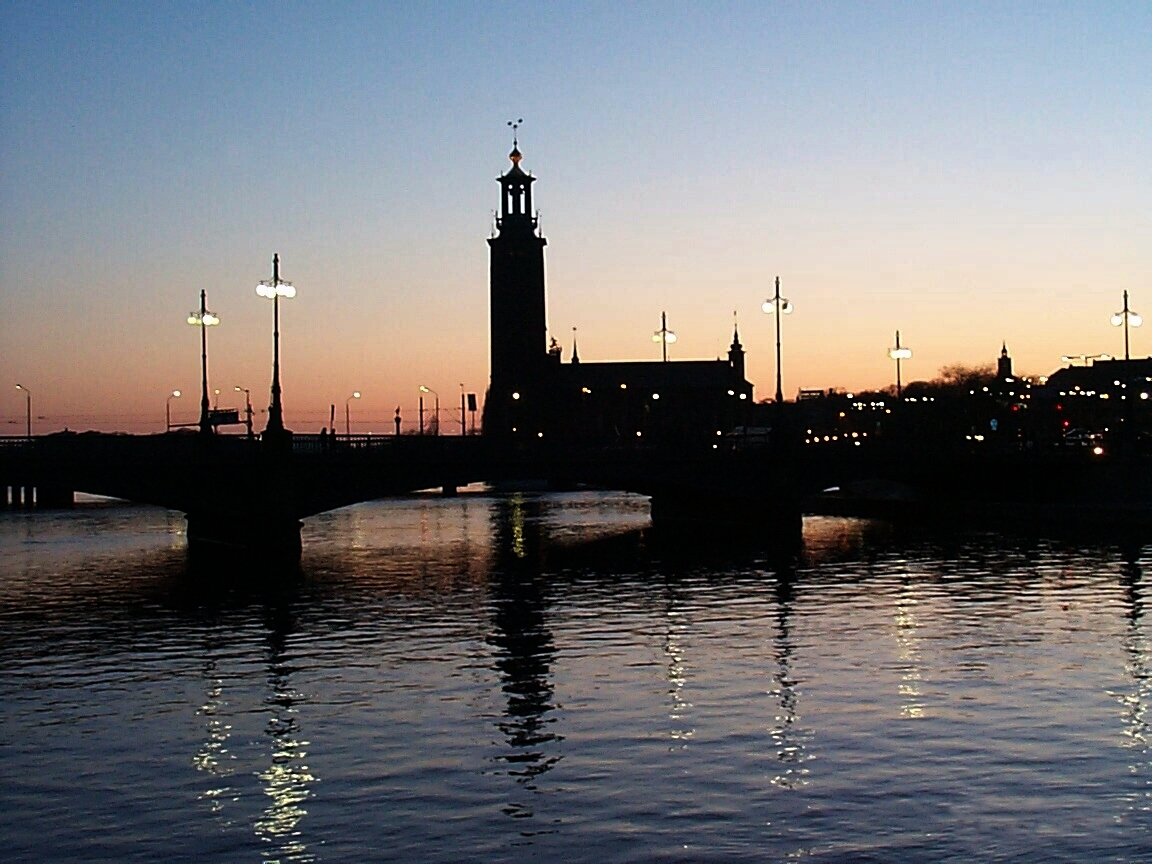
Stadhuis van Stockholm bij zonsondergang
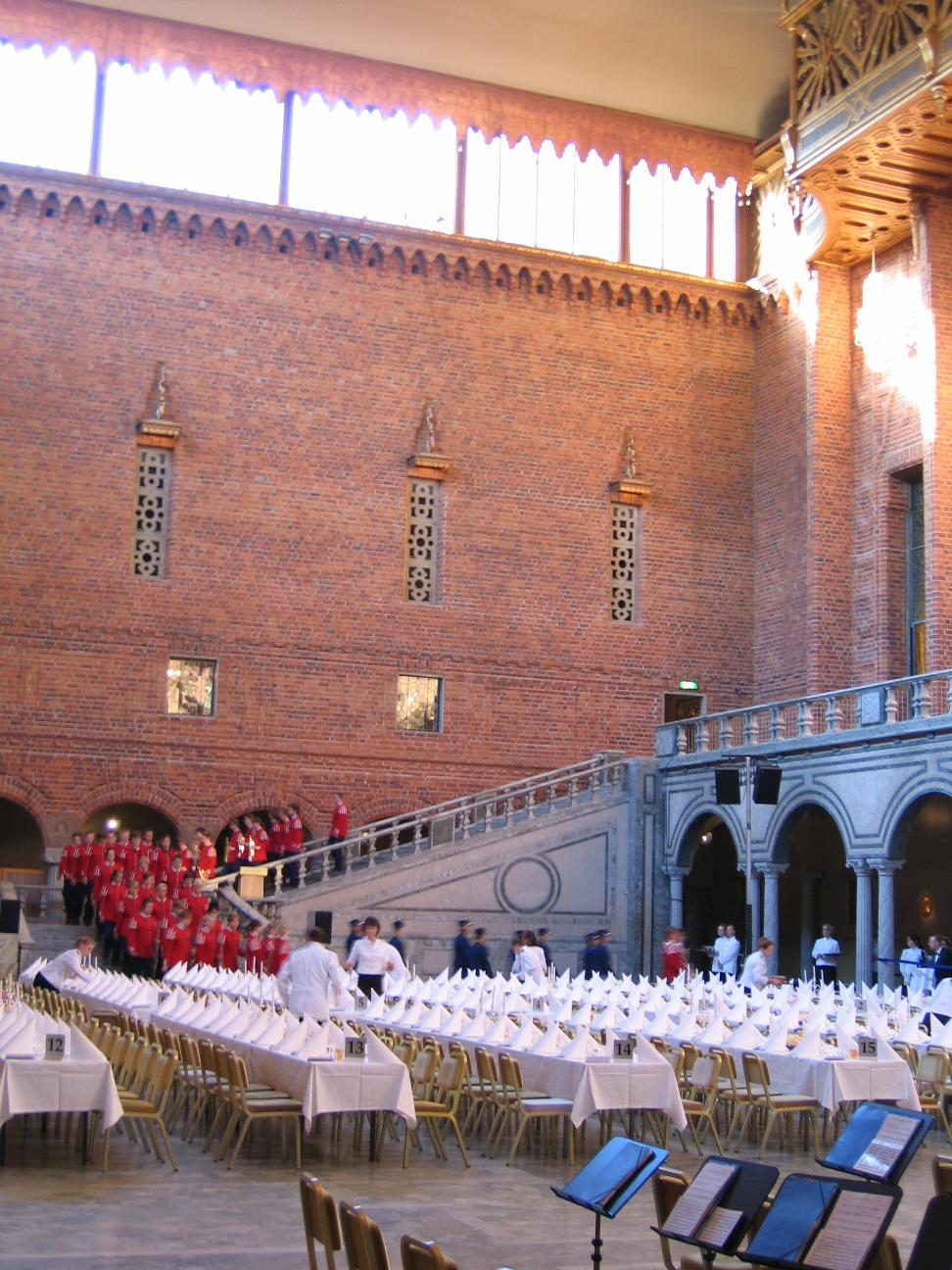
Blauwe Hal
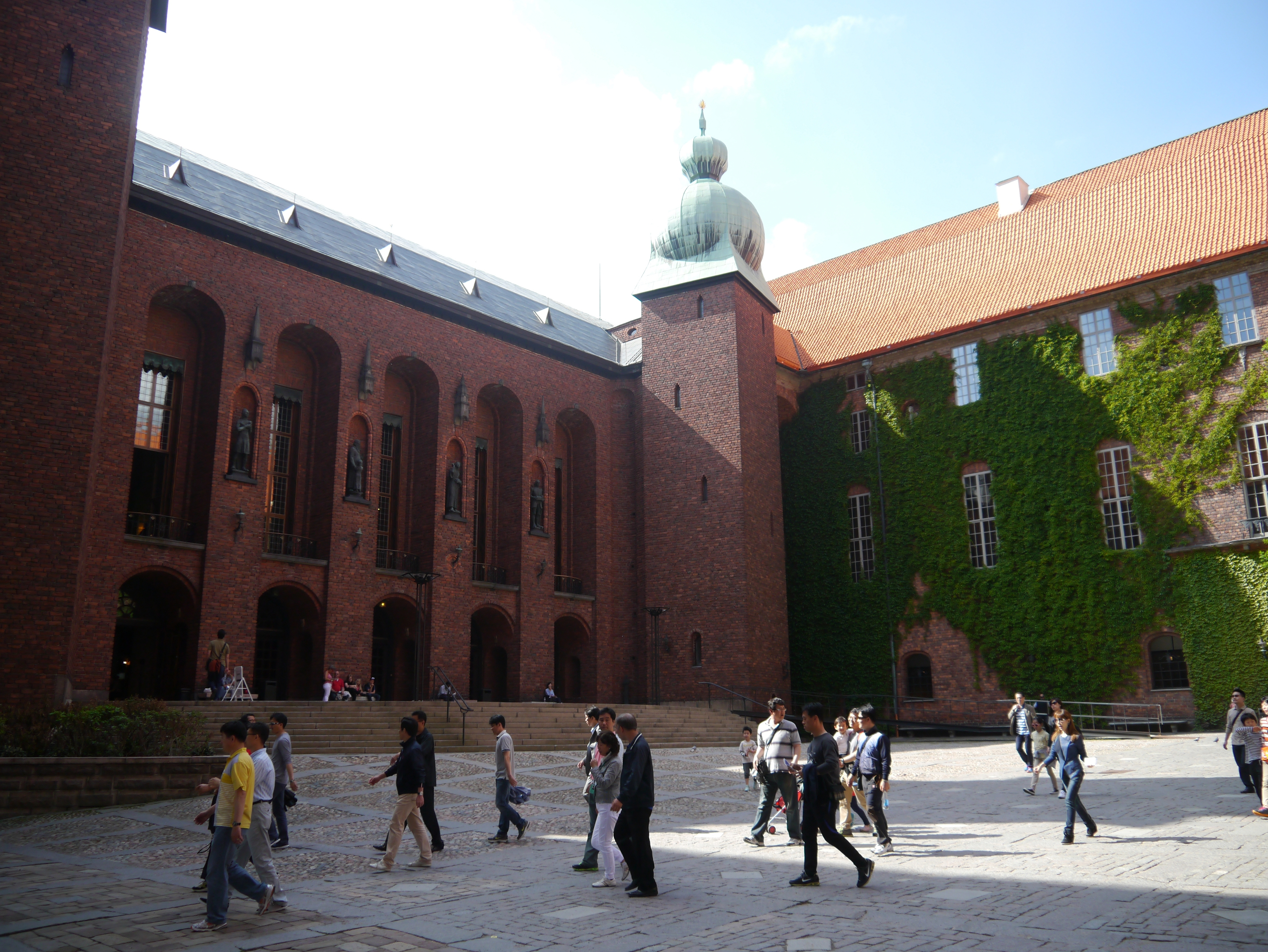
Burgerhof
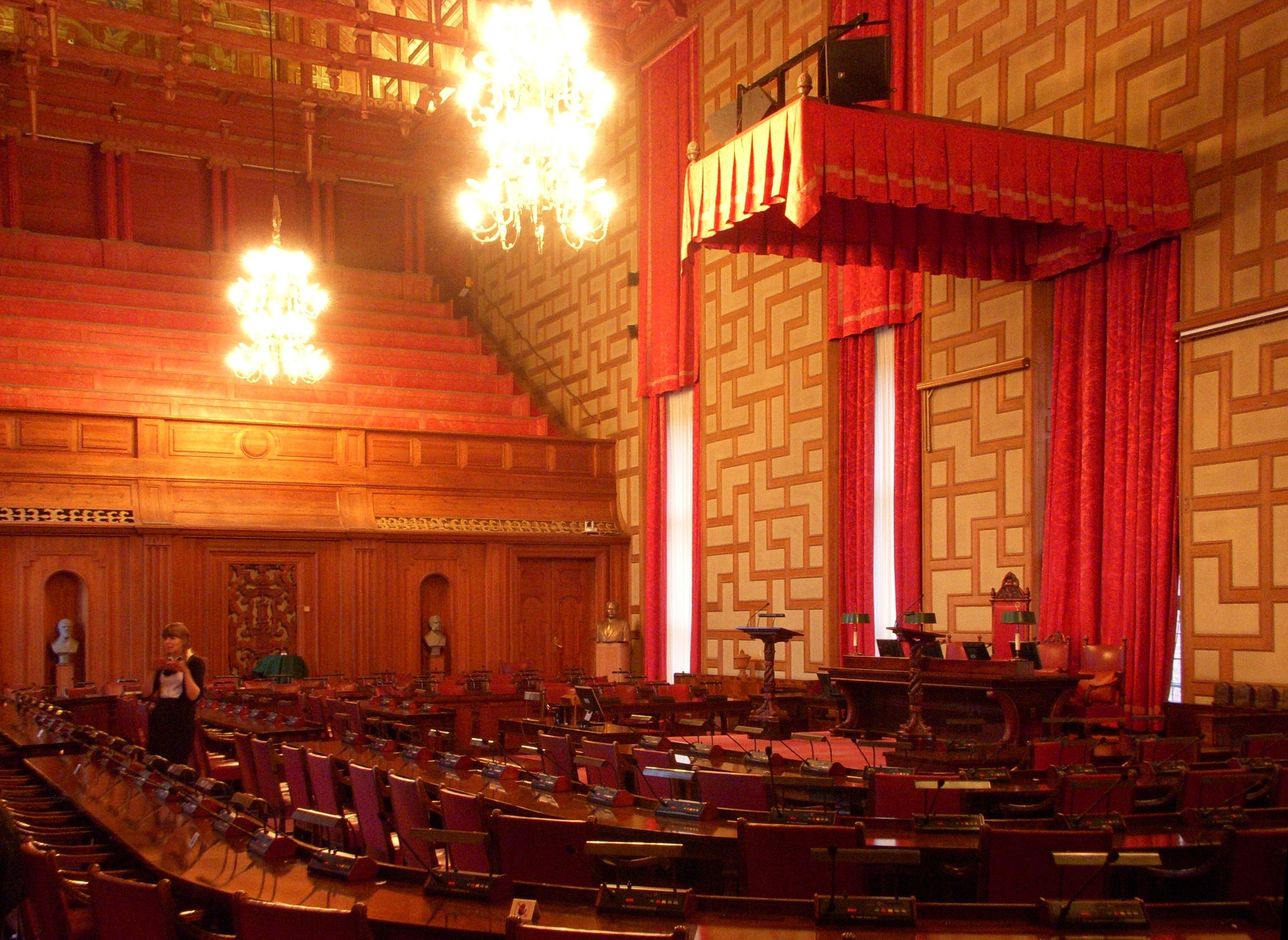
Raadzaal
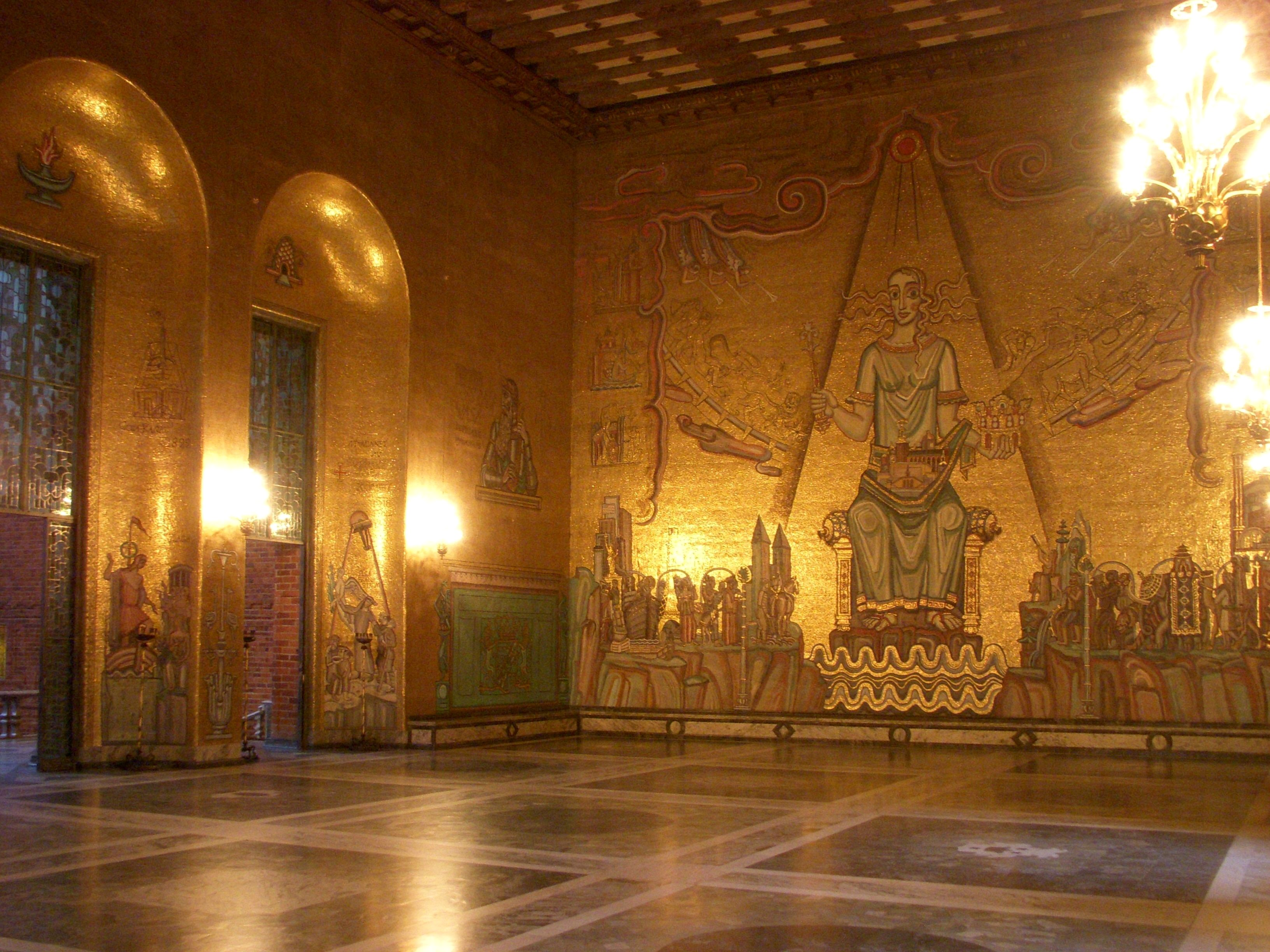
Gouden Zaal